# ینووفا بوکووا
ینووِفا بوکووا (چکی: Jenovéfa Boková؛ زادهٔ ۱۶ مهٔ ۱۹۹۲) بازیگر و نوازندۀ ویولن اهل جمهوری چک است.
از فیلم‌هایی که وی در آن‌ها نقش داشته‌است، می‌توان به بوته سوزان، کارت شناسایی و زنان فراری اشاره نمود.